# Гор, Спенсер Уильям
Спенсер Уильям Гор (англ. Spencer William Gore, 10 марта 1850, Уимблдон, Лондон — 19 апреля 1906, Рамсгит, графство Кент) — английский игрок в теннис и крокет, первый победитель Уимблдонского турнира в мужском одиночном разряде в 1877 году.
Первый чемпионат по теннису Всеанглийского Клуба крокета и лаун-тенниса был проведён в 1877 году. В соревновании приняли участие 22 спортсмена, каждый из которых заплатил одну гинею за право играть в турнире.
В финальном матче, который состоялся 16 июля 1877 года Гор победил Уильяма Маршалла со счётом 6:1 6:2 6:4. В качестве приза Гор получил 12 гиней и серебряный кубок, предоставленный спортивным журналом «Филд».
На следующий год Гор уступил титул, проиграв в финале Фрэнку Хедоу со счётом 7:5 6:1 9:7.